# Pollex balabaci
Pollex balabaci là một loài bướm đêm thuộc họ Erebidae. Nó được tìm thấy ở Balabac ở Philippines.
Sải cánh dài khoảng 11 mm. Cánh trước hẹp màu nâu hơi đen. Cánh dưới màu nâu đen đồng nhất.